# 1076 Viola
1076 Viola eller 1926 TE är en asteroid i huvudbältet, som upptäcktes 5 oktober 1926 av den tyske astronomen Karl Wilhelm Reinmuth i Heidelberg. Den har fått sitt namn efter det vetenskapliga namnet på Violsläktet.
Asteroiden har en diameter på ungefär 22 kilometer.